# Tripp Phillips
Owen Thomas „Tripp“ Phillips III (* 26. August 1977 in Newport News) ist ein ehemaliger US-amerikanischer Tennisspieler.

## Karriere
Der Doppelspezialist gewann im Laufe seiner Karriere 15 Titel auf der ATP Challenger Tour und zwei weitere auf Ebene der ATP Tour. Die Siege auf der ATP Tour errang er beide Male mit seinem australischen Partner Ashley Fisher, mit dem er auch 2006 ins Halbfinale der US Open einzog. Dies war Phillips’ bestes Grand-Slam-Resultat.
Seine höchste Platzierung in der Tennis-Weltrangliste erreichte er im Einzel mit Rang 343 am 19. Mai 2003 und im Doppel mit Platz 29 am 9. Oktober 2006.

## Erfolge
| Legende (Anzahl der Titel)                      |
| Grand Slam                                      |
| Tennis Masters Cup                              |
| ATP World Tour Masters 1000                     |
| ATP International Series Gold (1)               |
| ATP International Series ATP World Tour 250 (1) |

| Titel nach Belag |
| Hartplatz (2)    |
| Sand (0)         |
| Rasen (0)        |
| Teppich (0)      |

### Doppel

#### Turniersiege
| Nr. | Datum           | Turnier      | Belag     | Partner       | Finalgegner               | Ergebnis         |
| --- | --------------- | ------------ | --------- | ------------- | ------------------------- | ---------------- |
| 1.  | 8. Oktober 2006 | Tokio        | Hartplatz | Ashley Fisher | Paul Goldstein Jim Thomas | 6:2, 7:5         |
| 2.  | 26. Juli 2008   | Indianapolis | Hartplatz | Ashley Fisher | Scott Lipsky David Martin | 3:6, 6:3, [10:5] |